# Woronynci (obwód czerkaski)
Woronynci (ukr. Воронинці) – wieś na Ukrainie, w obwodzie czerkaskim, w rejonie złotonoskim. W 2001 liczyła 480 mieszkańców, wśród których 453 jako ojczysty język wskazało ukraiński, 22 rosyjski, 3 białoruski, 1 polski, a 1 inny.